# Котелівська сільська рада
Котелі́вська сільська́ ра́да — адміністративно-територіальна одиниця та орган місцевого самоврядування в Новоселицькому районі Чернівецької області. Адміністративний центр — село Котелеве.

## Загальні відомості
- Населення ради: 2 991 особа (станом на 2001 рік)

## Населені пункти
Сільській раді були підпорядковані населені пункти:
- с. Котелеве

## Склад ради
Рада складалася з 20 депутатів та голови.
- Голова ради: Трипадуш Володимир Дмитрович
- Секретар ради: Щербанюк Тамара Гргорівна

### Керівний склад попередніх скликань
| Прізвище, ім'я, по батькові  | Основні відомості                                                         | Дата обрання | Дата звільнення |
| ---------------------------- | ------------------------------------------------------------------------- | ------------ | --------------- |
| Трипадуш Володимир Дмитрович | Сільський голова, 1961 року народження, освіта вища, безпартійний         | 26.03.2006   | 31.10.2010      |
| Трипадуш Володимир Дмитрович | Сільський голова, 1961 року народження, освіта вища, член Партії регіонів | 31.10.2010   |                 |

Примітка: таблиця складена за даними сайту Верховної Ради України

### Депутати
За результатами місцевих виборів 2010 року депутатами ради стали:

#### За суб'єктами висування
| Суб'єкт висування | Кількість обраних депутатів | %   |
| ----------------- | --------------------------- | --- |
| Самовисування     | 20                          | 100 |

#### За округами
| № округу | Прізвище, ім'я, по батькові | Дата визнання обраним | Освіта             | Партійна приналежність         | Відомості про обраного депутата                                    |
| -------- | --------------------------- | --------------------- | ------------------ | ------------------------------ | ------------------------------------------------------------------ |
| 1        | Трипадуш Георгій Артемович  | 03.11.2010            | середня спеціальна | позапартійний                  | пенсіонер                                                          |
| 2        | Трипадуш Віталій Іванович   | 03.11.2010            | середня спеціальна | позапартійний                  | приватний підприємець                                              |
| 3        | Руснак Флоря Степанович     | 03.11.2010            | середня спеціальна | позапартійний                  | Новоселицьке держгосплісництво                                     |
| 4        | Грицуник Леонтій Іванович   | 03.11.2010            | середня спеціальна | позапартійний                  | Черленівська дільнична ветлікарня, завідувач                       |
| 5        | Лисак Валерій Валерійович   | 03.11.2010            | вища               | позапартійний                  | Черленівська дільнична ветлікарня, лікар                           |
| 6        | Кишлар Сергій Павлович      | 03.11.2010            | вища               | член Партії регіонів           | Герцаївська ЦРЛ, лікар-уролог                                      |
| 7        | Банар Леонід Михайлович     | 03.11.2010            | середня            | позапартійний                  | пенсіонер                                                          |
| 8        | Трипадуш Тетяна Миколаївна  | 03.11.2010            | вища               | позапартійна                   | амбулаторія загальної практики — сімейної медицини, головний лікар |
| 9        | Ротарн Сергій Вікторович    | 03.11.2010            | середня спеціальна | позапартійний                  | приватний підприємець                                              |
| 10       | Денищук Валентина Федотівна | 03.11.2010            | середня спеціальна | член Селянської партії України | ТОВ «Союзагро 2007», головний бухгалтер                            |
| 11       | Житарюк Віктор Іванович     | 03.11.2010            | вища               | позапартійний                  | Новоселицька музична школа, вчитель                                |
| 12       | Вакарчук Валентин Петрович  | 03.11.2010            | вища               | позапартійний                  | Котелівський НВК, вчитель                                          |
| 13       | Щербанюк Любов Іванівна     | 03.11.2010            | середня спеціальна | позапартійна                   | приватний підприємець                                              |
| 14       | Руснак Петро Ілліч          | 03.11.2010            | середня спеціальна | позапартійний                  | тимчасово не працює                                                |
| 15       | Тихенька Жанна Василівна    | 03.11.2010            | середня спеціальна | позапартійна                   | ПП «Котелевецегла», головний бухгалтер                             |
| 16       | Ротар Юрій Васильович       | 03.11.2010            | вища               | позапартійний                  | Котелівський НВК, вчитель                                          |
| 17       | Трипадуш Іван Миколайович   | 03.11.2010            | середня спеціальна | позапартійний                  | ПП «Котелевецегла», механік                                        |
| 18       | Грицуник Анатолій Іванович  | 03.11.2010            | середня спеціальна | позапартійний                  | приватний підприємець                                              |
| 19       | Щербанюк Тамара Григорівна  | 03.11.2010            | середня спеціальна | позапартійна                   | Котелівська сільрада, секретар                                     |
| 20       | Рошка Сергій Анатолійович   | 03.11.2010            | вища               | позапартійний                  | будинок культури, художній керівник                                |